# Île Coburg (Canada)
Pour les articles homonymes, voir île Cobourg.
L'île Coburg ou Cobourg (anglais : Coburg Island) est une île du Nunavut (Canada) faisant partie des îles de la Reine-Élisabeth. Elle est entièrement comprise dans la réserve nationale de faune de Nirjutiqavvik.